# Палета

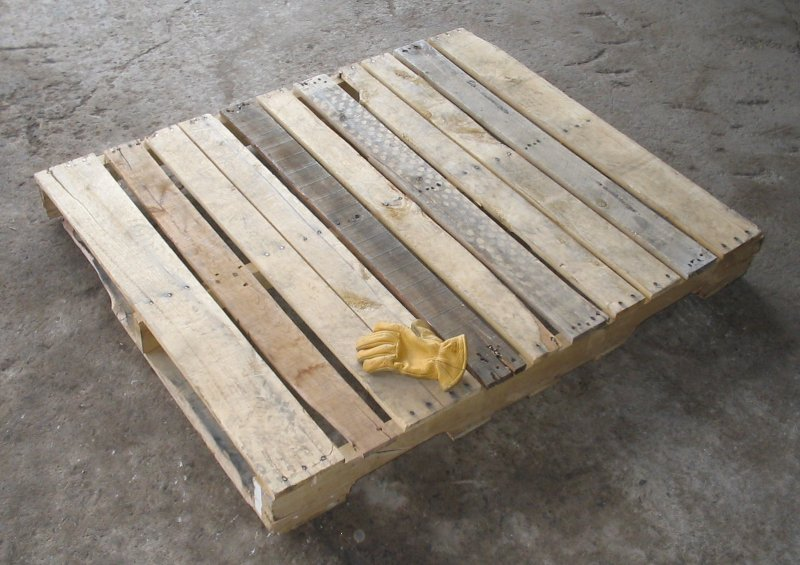
Традиційний дерев'яний піддон, піднімається з двох сторін

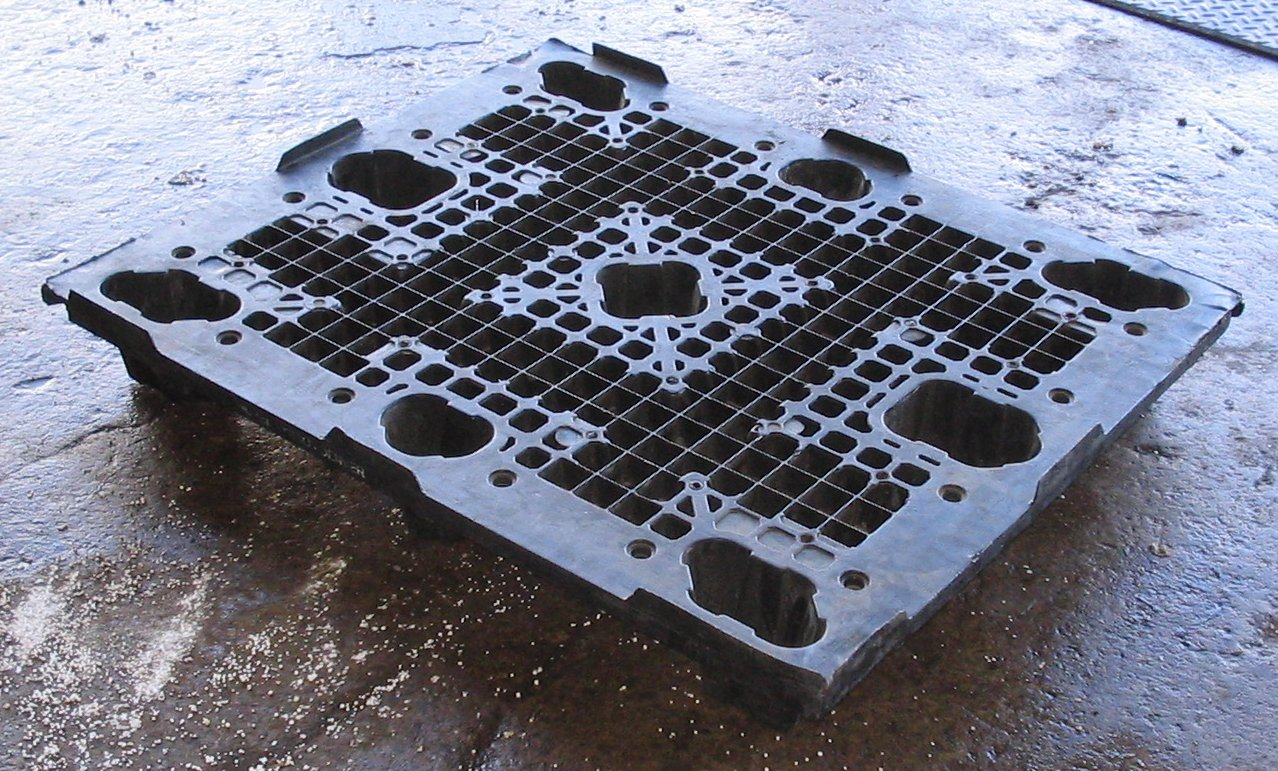
Пластикова палета з дев'ятьма ногами, яку можна підняти з усіх чотирьох боків

Пале́та (від фр. palette — «платівка», «широка дошка»), піддо́н, підде́ння чи піддни́ще — плоска конструкція, зроблена з дерева або пластмаси (і в деяких випадках з металу), призначена для переміщення різноманітних товарів зручним способом, бо може бути знята будь-яким пересувним вантажопідйомним пристроєм. Товари, поміщені на палету, можуть фіксуватись до неї ременями (кріпильними стрічками), термозбіжними або стрейч плівками.
Більшість палет можуть нести вантаж в 1 000 кг. Поява контейнерів для залізничного, морського і автомобільного транспорту майже для всіх товарів сприяла використанню палет, тому що контейнери — це завжди рівна гладка поверхня, і використання палет економічно вигідне.

Технічна специфікація на EUR-палету

Фірми в роздрібній торгівлі, що використовують стандартні піддони для завантаження і розвантаження, а також для внутрішнього обігу, отримують більшу вигоду з модульної природи піддонів, порівняно з фірмами, які не експлуатують стандартизовані піддони. Виняток — ті установи, які продають невеликі кількості дорогих товарів, типу ювелірних магазинів або автомобілів.
Окрім піддонів типу EUR існують й інші типи:
- FIN — 1000х1200х145 мм
- морський — 1140х1140х1350 мм

## Види палет
Порожній піддон важить 15—21 кілограм залежно від матеріалу, з якого він виготовлені. В Європі зазвичай використовують стандартний піддон EUR, який має розміри 800х1200х145 мм. Він використовується, головним чином, для роздрібної торгівлі, його розмір визначений внутрішніми розмірами вантажівок, що здійснюють постачання з складів роздрібним торговим установам.
Взагалі палети можуть різнитися залежно від матеріалу, з якого вони виготовлені, від розмірів, та сорту.
Залежно від матеріалу палети бувають:
- Картонні. Виготовляються с рифленого картону, та є одноразовими. Проте вважаються екологічними, тому часто обираються для експорту товарів до Європи.
- Дерев'яні. Найбільш популярні палети.
- Пластикові. Багаторазові палети з більш тривалим терміном свого використання в порівнянні с дерев'яними.
- Металеві. Виготовляються с алюмінію чи сталі, тому їх вага може досягати 25 кг. Найбільш зносостійкі палети.

Найдешевші дерев'яні піддони зроблені з м'якої деревини та часто є неповоротною тарою, що підлягає утилізації разом з іншими пакувальними матеріалами. Ці піддони мають дуже просту конструкцію, яка дозволяє підіймати їх тільки з двох протилежних сторін.
Трохи складніші піддони з якісної деревини та більшість пластмасових й металевих піддонів можуть бути зняті з усіх чотирьох боків. Ці дорожчі піддони зазвичай вимагають застави і повинні бути повернені відправникові або перепродані після використання. Багато з цих чотирибокових піддонів — кольорові, закодовані згідно з вантажами, які вони можуть перенести, а також можуть мати й інші ознаки.
Залежно від сорту палети поділяють:
- Нові палети
- Вищий ґатунок. Палети були у вживанні, але не більш трьох разів, тому не мають видимих пошкоджень
- Перший сорт. Ці палети не були у ремонті, та зазвичай не мають тріщин чи збитих країв.
- Другий сорт. До цих палет немає певних вимог. Як правило вони ремонтувались, можуть бути збитими, чи мати тріщини.

## Переваги палет
Одна з найбільших переваг піддонів — число способів, якими вони можуть бути переміщені. Вони можуть переміщатися:
- Навантажувачами різних розмірів
- Транспортуватися візками з підіймальним пристроєм
- Переміщатися вручну, для чого потрібне зусилля не більше, ніж м'язової сили однієї людини, скрізь, де до них є достатній доступ.

Серед інших переваг, які надає використання палет, можна позначити наступні:
- Компактність розміщення товару під час перевезення вантажівками. Це дозволяє максимально ефективно використовувати весь доступний простір.
- Захист від злодіїв та зловмисників. Дуже часто палети пакуються стрейч плівкою і пакувальними стрічками, що ускладнює доступ до товару, що перевозиться.
- Універсальність. Палети дозволяють перевозити широкий спектр товарів.